# Pupitre
Pour les articles homonymes, voir Pupitre (informatique).
Pour les articles homonymes, voir Pupitre de tir.
À l'origine, un pupitre est un élément de mobilier muni d'un plan incliné permettant de maintenir ouvert un document afin de pouvoir lire, écrire ou tout au moins faciliter sa consultation. Par extension, en musique, le mot revêt plusieurs sens : objet soutenant une partition, emplacement du chef d'orchestre, section d'un orchestre, tableau de contrôle ou de commande d'un orgue ou d'instruments informatisés.

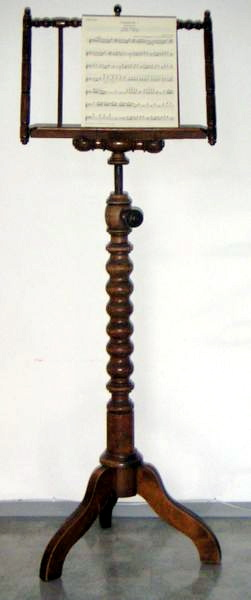
Pupitre en bois.

## Un support pour la partition
Au milieu du Moyen Âge, dès que la musique occidentale savante a systématisé l'usage de la notation, le pupitre a désigné un meuble servant à soutenir une partition, afin d'en permettre la lecture.
- On peut considérer que l'ancêtre du pupitre moderne est le lutrin des moines médiévaux. Il s'agit d'un meuble imposant, muni d'un pied massif, capable de recevoir les volumineux manuscrits contenant les chants liturgiques, appelés antiphonaires. Jusqu'à l'invention de l'imprimerie musicale (à la Renaissance), ce type de partition consiste presque toujours en un exemplaire unique, écrit en gros caractères afin d'en faciliter la lecture collective. Les chanteurs avaient donc l'habitude de se réunir autour du lutrin (ou du pupitre) pour interpréter, ensemble, une même partie musicale.
- Depuis la naissance de la littérature purement instrumentale, à la période baroque, le pupitre sert bien évidemment à libérer les mains du musicien, normalement sollicitées par le jeu instrumental. Le chanteur quant à lui, se passe habituellement de pupitre : en effet, si un choriste ou un soliste vocal doit utiliser une partition, celle-ci, désormais individuelle, peut tout à fait être tenue entre ses mains.
- Dans un orchestre symphonique classique, les pupitres (et donc les partitions) sont généralement répartis à raison d'une unité pour deux instrumentistes. Cette proportion garantit un minimum de confort pour la lecture et évite que plusieurs musiciens massés autour d'une seule partition se gênent mutuellement, tout en permettant qu'un musicien tourne les pages de la partition pendant que le second continue de jouer, ce qui évite le risque d'une interruption de la musique au moment où tous les interprètes tourneraient simultanément la page.
- Il existe des pupitres de toutes tailles, de toutes formes : des pupitres fixes, des pupitres pliables, des pupitres incorporés à l'instrument lui-même (sur un piano, par exemple) ou encore des pupitres pouvant être fixés sur l'instrument et qu'on appelle alors lyre (par exemple, sur les instruments d'un orchestre d'harmonie-fanfare prenant part à un défilé).

## Le poste du chef d'orchestre

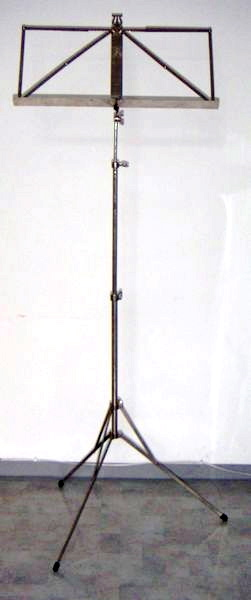
Pupitre pliable en métal.

Le pupitre peut métaphoriquement désigner la place du chef d'orchestre. Ainsi, à la radio, le commentateur utilisera parfois l'expression : « l'orchestre X, avec Y au pupitre ».

## Un groupe de musiciens
Dans un ensemble musical, un pupitre désigne un groupe de musiciens exécutant la même partie, comme les ténors dans une chorale ou les deuxièmes violons dans un orchestre symphonique, mais il désigne aussi un ensemble d'instruments appartenant à la même famille, les bois d'un orchestre d'harmonie ou les cuivres d'un big band.
Lorsqu'au cours du Moyen Âge, la musique occidentale savante est devenue polyphonique, c'est-à-dire construite sur une simultanéité volontaire de mélodies, chaque partie à interpréter — appelée voix, puisqu'à l'époque, ce type de musique était presque exclusivement de la musique vocale — était notée sur une partition distincte (souvent en exemplaire unique) disposée sur un meuble appelé pupitre. Celui-ci est rapidement devenu le centre autour duquel les différents interprètes avaient l'habitude de se regrouper pour chanter la partie notée sur ladite partition. Avec le temps, le mot « pupitre » a fini par désigner, non seulement le meuble, mais aussi le groupe d'interprètes.
Le concept de « musicien dans un pupitre » s'oppose donc au concept de soliste, qui par définition, exécute seul sa partie musicale. C'est au cours du XVIIIe siècle que cette distinction s'est opérée. Dans la musique instrumentale, cette opposition a produit, d'un côté, la musique symphonique — exécutée par des musiciens organisés en pupitres —, de l'autre, la musique de chambre — exécutée par des solistes. Dans la musique lyrique, ou plus largement, dans la musique vocale, le même type de spécialisation s'est réalisée, à peu près la même époque, entre le chanteur soliste et le choriste.
Par exemple, dans un chœur mixte, on parlera du pupitre des sopranos, du pupitre des altos, du pupitre des ténors et du pupitre des basses. Dans un orchestre, on parlera du pupitre des premiers violons, du pupitre des seconds violons, du pupitre des altos, du pupitre des violoncelles et du pupitre des contrebasses.
Il peut arriver toutefois que, dans un ensemble instrumental, certains musiciens soient seuls à réaliser leur partie. C'est le cas par exemple, d'un percussionniste dans un orchestre symphonique. Ou encore, dans un orchestre baroque, le cas des musiciens exécutant la basse continue — souvent un clavecin et un violoncelle. Cependant, ceux-ci ne sont généralement pas considérés comme des solistes, parce que la partie musicale qui leur est confiée n'est pas un élément de premier plan, mais un accompagnement ou un simple accessoire — instruments à effet, instruments purement rythmiques...
Il peut arriver également qu'au cours d'une pièce musicale, les musiciens d'un même pupitre aient à exécuter non pas une seule partie, mais deux ou davantage : dans ce cas, il est opéré une division temporaire du pupitre en autant de sous-pupitres que nécessaire. Dans une telle hypothèse, les différents sous-pupitres sont numérotés depuis le haut vers le bas.
Par exemple, si dans un chœur, le pupitre des ténors doit être divisé en deux, les premiers ténors exécuteront la partie la plus aiguë, les seconds ténors, la partie la plus grave. C'est en vertu de ce principe qu'au début du XVIIIe siècle, lorsque les violons de l'orchestre ont été définitivement répartis en deux pupitres, ceux-ci ont été baptisés, toujours depuis l'aigu vers le grave : « premiers violons » et « seconds violons ».

## Sujets connexes
- Ensemble musical
- Orchestre symphonique
- Musicien
- Musique
- Soliste
- Lutrin